# Heliodoro Carpintero Capell
Heliodoro Carpintero Capell (Barcelona, 30 de juny de 1939) és un filòsof espanyol, acadèmic de la Reial Acadèmia de Ciències Morals i Polítiques des de 1998.

## Biografia
Estudià el batxillerat a l'Institut Antonio Machado de Sòria, i el 1961 es llicencià en filosofia i lletres a la Universitat de Madrid amb premi extraordinari. El 1964 va obtenir per oposició la càtedra de filosofia i lletres a instituts d'ensenyament mitjà i en 1965 la de psicologia general a la Facultat de Filosofia i Lletres de la Universitat Complutense de Madrid, on s'hi doctorà amb premi extraordinari en 1969.
El 1971 va obtenir per oposició la plaça de professor agregat de psicologia a la Universitat de València i el 1976 a la Universitat Autònoma de Barcelona. Després fou director del Departament de Psicologia Bàsica de la Facultat de Filosofia i Ciències de l'Educació de la Universitat de València i vice-rector de la Universitat a Distància de Madrid (UDIMA).
És membre, entre d'altres, de la Societat Espanyola de Psicologia; «foreing member» de l'American Psychological Association; membre fundador de la Societat Valenciana d'Anàlisi i Canvi de Conducta; i de la Fundació d'Estudis Sociològics (FONS). Doctor Honoris Causa per la Universitat Nacional de Córdoba (Argentina) en 2008, per la UNED en 2009 i per la Universitat Nacional de San Luis (Argentina) de 2009. En 2012 va rebre la Medalla Institucional de l' Instituto Superior de Estudios Psicológicos (ISEP)

## Pensament
Seguidor de Julián Marías i José Ortega y Gasset, és convençut que el pensament té sempre una arrel històrica i circumstancial, que cal conéixer quan se'l vol comprendre. Això el va impulsar a estudiar diversos pensadors espanyols preocupats per l'home i la seva circumstància, del que en sortí Cinco aventuras españolas, dedicades a les obres de Pedro Laín Entralgo, José Luis López Aranguren, Francisco Ayala, Josep Ferrater i Mora i Julián Marías.
En psicologia s'interessa per la dimensió històrica de l'individu, encara que ha arribat a pensar que la psicologia pot ser entesa com una organització que pretén aconseguir coneixements i que incorpora a la seva estructura ments, recursos, sistemes de comunicació i investigació.

## Obres
- Historia de la psicología en España, Ediciones Pirámide, 2004. ISBN 84-368-1894-6
- Historia de las ideas psicológicas, Ediciones Pirámide (2 ed.) ISBN 978-84-368-1776-8
- Del estímulo a la persona: estudios de historia de la psicología : escritos seleccionados amb José María Peiró Silla, Universitat de València, 2002. ISBN 84-370-5376-5
- Julián Marías: Premio Provincia de Valladolid 1995 a la trayectoria literaria, Diputación Provincial de Valladolid, 2001. ISBN 84-7852-137-2
- Psicología general, Universidad Nacional de Educación a Distancia, UNED, 1977. ISBN 84-362-0590-1